# Белленберг
Белленберг (нем. Bellenberg) — община в Германии, в земле Бавария. 
Подчиняется административному округу Швабия. Входит в состав района Ной-Ульм.  Население составляет 4588 человек (на 31 декабря 2010 года). Занимает площадь 5,07 км².